# Odontesthes incisa
El cornalito, majuga, laterino de ojos negros o manila (Odontesthes incisa) es una especie de pez de la familia Atherinopsinae.

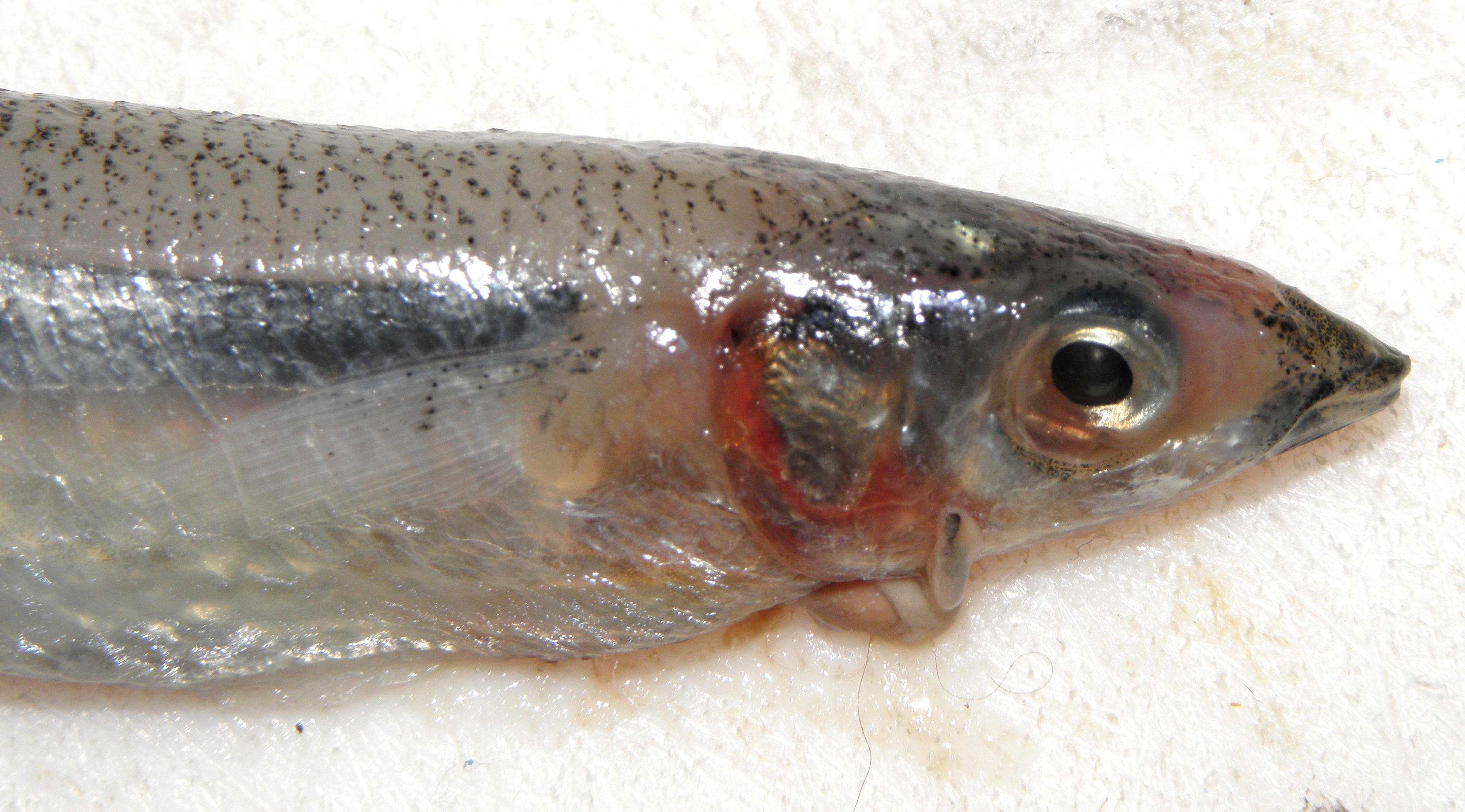
Detalle de la cabeza de un cornalito (Odontesthes incisa).

## Descripción
El cuerpo es esbelto, largo y poco comprimido, cubierto de pequeñas escamas cuyo borde expuesto presenta incisiones más o menos agudas. El nombre científico de este pez alude precisamente a este tipo de escama. La boca es anterosuperior, muy protráctil, con diminutos dientes viliformes en ambas mandíbulas, ojos levemente grandes, su diámetro aproximado es un tercio de la longitud de la cabeza.
El tamaño común es de 10-15 cm, pudiendo ir hasta los 20 cm.

## Reproducción
La puesta principal de huevos es en primavera. Los periodos de incubación varían entre quince y veintiún días, según la temperatura del agua. Los juveniles se alimentan de copépodos.

## Distribución
Vive en el Atlántico Sur, desde las costas del Brasil hasta el golfo San Matías en Argentina. Se reproduce mayormente en primavera (noviembre) pero también a fines de verano y principios de otoño.

## Pesca y consumo
Su pesca es muy intensa sobre todo en Argentina y Uruguay. Es consumido en la gastronomía argentina con el nombre de cornalitos, y en la brasileña y uruguaya (con el nombre majuga), donde se lo suele preparar rebozado y frito a la romana.